# Lincoln Ellsworth

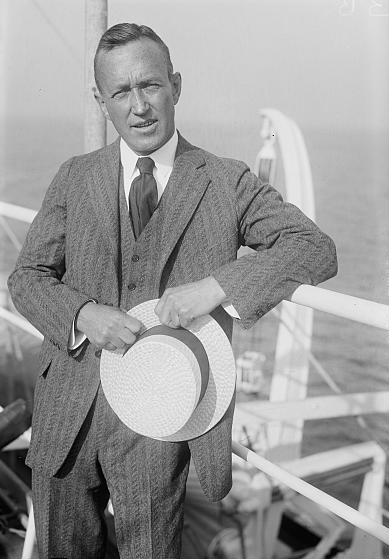
Lincoln Ellsworth

Lincoln Ellsworth (12 mei 1880 - 26 mei 1951) was een Amerikaanse poolreiziger. Hij nam in 1926 deel aan een expeditie met Roald Amundsen en Umberto Nobile, en bereikte met hen in het luchtschip 'Norge' de Noordpool. Tussen 1933 en 1939 maakte Ellsworth nog vier reizen naar Antarctica, waarbij hij een voormalige Noorse haringboot gebruikte om zijn vliegtuig mee te vervoeren. Hij ontdekte in 1935 het later naar hem vernoemde Ellsworthgebergte.